# Тунка Манін
Тунка Манін (1010–1078) — останній незалежний гана (володар) імперії Вагаду в 1062—1076 роках.

## Життєпис
Про нього відомо лише з твору Аль Бекрі. 1062 року успадкував трон після смерті свого брата Гана Бассі. Головною турботою стало протистояння з берберами-мусульманами, що контролювали важливе торговельне місто Аудогаст. На той час більшість берберів підкорилися Альморавідам, що виросли у значну загрозу для імперії Вагаду.
Невдовзі після сходження на трон до Тунка Маніна прибули ісламські проповідники, але той відмовився навертатися до ісламу. Це стало приводом для Абу Бакра ібн Умара, голови Альморавідів, для оголошення джихаду Тункі Маніну. Втім через повстання племені брегвант не зміг негайно виступити.
В свою чергу гана Вагаду намагався дотримуватися мирних стосунків, в першу чергу розвиваючи торгівлю. Відомо, що за його панування значно зросли продажі солі. Манін, як відомо, демонстрував своє багатство, вкриваючи себе золотом, слоновою кісткою та іншими коштовними матеріалами.
1076 року Альморавіди вдерлися до Вагаду, перебіг війни невідомий. Але до 1077 року війська Тунки Маніна зазнали поразки, а його столицю Кумбі було сплюндровано. Помер або загинув 1078 року.
Внаслідок цього почався розпад держави, найбільшими з яких стали Сосо і Діафану. 1087 року останні відновили імперію Гана.